# Trage tare și te scoți
Trage tare și te scoți (2013) este un film american polițist-comedie regizat de Michael Bay cu Mark Wahlberg, Dwayne Johnson, Anthony Mackie și Tony Shalhoub. Filmul este bazat pe o povestire publicată într-o serie de articole din 1999 în Miami New Times, articole scrise de Pete Collins și adunate de Collins în cartea din 2013 Pain & Gain: This is a True Story, prezentând detalii despre răpirea, escrocarea, tortura și uciderea a câtorva victime de către un grup organizat de criminali afiliați unei săli de gimnastică.

## Distribuție
- Mark Wahlberg - Daniel Lugo
- Dwayne Johnson - Paul Doyle (based on Carl Weekes, Stevenson Pierre, and Jorge Delgado)
- Anthony Mackie - Adrian "Noel" Doorbal
- Tony Shalhoub - Victor Kershaw (based on Marc Schiller)
- Ed Harris - Det. Ed Du Bois, III
- Rob Corddry - John Mese
- Rebel Wilson - Robin Peck
- Ken Jeong - Johnny Wu
- Bar Paly - Sorina Luminita
- Michael Rispoli - Frank Griga
- Tony Plana - Captain Lopez
- Emily Rutherfurd - Cissy DuBois
- Yolanthe Sneijder-Cabau - Analee Calvera
- Larry Hankin - Pastor Randy
- Peter Stormare - Dr. Bjornson
- Brian Stepanek - Brad McCallister
- Kurt Angle - Benjamin Rowe (Prison inmate)